# Jamie Vardy
Jamie Vardy (Sheffield, 11 januari 1987) is een Engels voetballer die doorgaans als aanvaller speelt voor Leicester City. Vardy was van 2015 tot en met 2018 international in het Engels voetbalelftal, waarvoor hij 26 interlands speelde en zeven keer scoorde. Hij won in mei 2016 de Britse persprijs voor beste voetballer van het jaar in de Premier League.

## Clubcarrière

### Beginjaren
Vardy begon zijn voetbalcarrière in de lagere afdelingen bij Stocksbridge Park Steels, Halifax Town en Fleetwood Town. Het salaris dat Vardy verdiende was niet genoeg om mee rond te komen. Daarom werkte hij ook nog bij een fabriek. Vardy raakte in die tijd een paar keer betrokken bij wat incidenten in de kroeg, en werd daarom tweemaal aangehouden. Tijdens het seizoen 2011/12 scoorde hij 31 doelpunten in 36 competitiewedstrijden voor Fleetwood Town in de Conference Premier.

### Leicester City
Op 18 mei 2012 tekende Vardy een driejarig contract bij Leicester City. In 2014 dwong hij met de club promotie af naar de Premier League. Op 21 september 2014 maakte hij een van de vijf doelpunten tijdens een 5–3 zege thuis tegen Manchester United. In het seizoen 2015/16 scoorde Vardy in elf opeenvolgende competitiewedstrijden. Hij verbrak hiermee het record van Ruud van Nistelrooy uit 2003 en werd de nieuwe recordhouder in de competitie.
Vardy en zijn ploeggenoten wonnen in het seizoen 2015/16 de eerste Premier League-titel in de clubgeschiedenis van Leicester City. Vardy werd zelf dat jaar clubtopscorer met 24 doelpunten. Het vorige clubrecord stond op naam van Tony Cottee, die dertien keer scoorde, en dateerde van het seizoen 1999/00. Vardy brak dat record ruimschoots en werd na het seizoen verkozen tot speler van het jaar in de Premier League.
Op 25 oktober 2019 scoorde Vardy een hattrick op bezoek bij Southampton. Leicester won met 0–9 en tekende voor de grootste overwinning buitenshuis in de geschiedenis van de Premier League. Zijn aanvalspartner Ayoze Pérez scoorde ook drie maal. Het was de tweede hattrick in de Premier League voor zowel Vardy als Pérez.
Op 4 juli 2020 scoorde Vardy zijn 100ste en 101ste doelpunt in de Premier League thuis tegen Crystal Palace en trad zo toe tot een elitegroep van 28 voetballers.
Vardy mocht op 26 juli 2020 de Premier League Golden Boot in ontvangst nemen als topscorer van het seizoen 2019/20 van de Premier League met 23 goals.

## Clubstatistieken
| Seizoen         | Club            | Competitie      | Competitie | Competitie | Beker | Beker | Europa | Europa | Totaal | Totaal |
| Seizoen         | Club            | Competitie      | Wed.       | Dlp.       | Wed.  | Dlp.  | Wed.   | Dlp.   | Wed.   | Dlp.   |
| --------------- | --------------- | --------------- | ---------- | ---------- | ----- | ----- | ------ | ------ | ------ | ------ |
| 2010/11         | Halifax Town    | NLN             | 37         | 26         | 0     | 0     | —      | —      | 37     | 26     |
| 2011/12         | Halifax Town    | NLN             | 4          | 3          | 1     | 0     | —      | —      | 5      | 3      |
| 2011/12         | Fleetwood Town  | National League | 36         | 31         | 6     | 3     | —      | —      | 42     | 34     |
| 2012/13         | Leicester City  | Championship    | 26         | 4          | 3     | 1     | —      | —      | 29     | 5      |
| 2013/14         | Leicester City  | Championship    | 37         | 16         | 4     | 0     | —      | —      | 41     | 16     |
| 2014/15         | Leicester City  | Premier League  | 34         | 5          | 2     | 0     | —      | —      | 36     | 5      |
| 2015/16         | Leicester City  | Premier League  | 36         | 24         | 2     | 0     | —      | —      | 38     | 24     |
| 2016/17         | Leicester City  | Premier League  | 35         | 13         | 3     | 0     | 9      | 2      | 47     | 15     |
| 2017/18         | Leicester City  | Premier League  | 37         | 20         | 5     | 3     | —      | —      | 42     | 23     |
| 2018/19         | Leicester City  | Premier League  | 34         | 18         | 2     | 0     | —      | —      | 36     | 18     |
| 2019/20         | Leicester City  | Premier League  | 35         | 23         | 5     | 0     | —      | —      | 40     | 23     |
| 2020/21         | Leicester City  | Premier League  | 34         | 15         | 4     | 0     | 4      | 2      | 42     | 17     |
| 2021/22         | Leicester City  | Premier League  | 25         | 15         | 2     | 2     | 6      | 0      | 33     | 17     |
| 2022/23         | Leicester City  | Premier League  | 37         | 3          | 5     | 3     | —      | —      | 32     | 6      |
| 2023/24         | Leicester City  | Championship    | 35         | 18         | 2     | 2     | —      | —      | 36     | 20     |
| 2024/25         | Leicester City  | Premier League  | 35         | 9          | 1     | 1     | —      | —      | 36     | 10     |
| Carrière totaal | Carrière totaal | Carrière totaal | 517        | 243        | 47    | 15    | 19     | 4      | 572    | 262    |

Bijgewerkt tot en met 28 februari 2025.

## Interlandcarrière
Vardy debuteerde op 7 juni 2015 in het Engels voetbalelftal, tegen Ierland. Hij maakte op 25 maart 2016 zijn eerste interlanddoelpunt, in een oefeninterland tegen Duitsland. Hij maakte in de interland daarna ook een doelpunt tegen Nederland. Op 16 mei 2016 werd Vardy opgenomen in de selectie van Engeland voor het Europees kampioenschap 2016. Engeland werd in de achtste finale uitgeschakeld door IJsland (1–2) na doelpunten van Ragnar Sigurðsson en Kolbeinn Sigþórsson. Vardy maakte tevens deel uit van de Engelse selectie voor het WK 2018 in Rusland. Na afloop van dat toernooi liet hij bondscoach Gareth Southgate weten dat hij in principe niet meer voor het nationale elftal wilde spelen, tenzij dat incidenteel een keer echt nodig mocht zijn in verband met blessuregevallen.
| Interlands van Jamie Vardy voor Engeland | Interlands van Jamie Vardy voor Engeland | Interlands van Jamie Vardy voor Engeland | Interlands van Jamie Vardy voor Engeland | Interlands van Jamie Vardy voor Engeland | Interlands van Jamie Vardy voor Engeland |
| №                                        | Datum                                    | Wedstrijd                                | Uitslag                                  | Competitie                               | Goals                                    |
| Als speler van Leicester City            | Als speler van Leicester City            | Als speler van Leicester City            | Als speler van Leicester City            | Als speler van Leicester City            | Als speler van Leicester City            |
| ---------------------------------------- | ---------------------------------------- | ---------------------------------------- | ---------------------------------------- | ---------------------------------------- | ---------------------------------------- |
| 1                                        | 07.06.2015                               | Ierland – Engeland                       | 0 – 0                                    | Vriendschappelijk                        | 0                                        |
| 2                                        | 05.09.2015                               | San Marino – Engeland                    | 0 – 6                                    | EK-kwalificatie                          | 0                                        |
| 3                                        | 09.10.2015                               | Engeland – Estland                       | 2 – 0                                    | EK-kwalificatie                          | 0                                        |
| 4                                        | 12.10.2015                               | Litouwen – Engeland                      | 0 – 3                                    | EK-kwalificatie                          | 0                                        |
| 5                                        | 26.03.2016                               | Duitsland – Engeland                     | 2 – 3                                    | Vriendschappelijk                        | Goal                                     |
| 6                                        | 29.03.2016                               | Engeland – Nederland                     | 1 – 2                                    | Vriendschappelijk                        | Goal                                     |
| 7                                        | 22.05.2016                               | Engeland – Turkije                       | 2 – 1                                    | Vriendschappelijk                        | Goal                                     |
| 8                                        | 02.06.2016                               | Engeland – Portugal                      | 1 – 0                                    | Vriendschappelijk                        | 0                                        |
| 9                                        | 16.06.2016                               | Engeland – Wales                         | 2 – 1                                    | EK-eindronde                             | Goal                                     |
| 10                                       | 20.06.2016                               | Slowakije – Engeland                     | 0 – 0                                    | EK-eindronde                             | 0                                        |
| 11                                       | 27.06.2016                               | Engeland – IJsland                       | 1 – 2                                    | EK-eindronde                             | 0                                        |
| 12                                       | 08.10.2016                               | Engeland – Malta                         | 2 – 0                                    | WK-kwalificatie                          | 0                                        |
| 13                                       | 11.11.2016                               | Engeland – Schotland                     | 3 – 0                                    | WK-kwalificatie                          | 0                                        |
| 14                                       | 15.11.2016                               | Engeland – Spanje                        | 2 – 2                                    | Vriendschappelijk                        | 0                                        |

## Erelijst
Halifax Town
- Northern Premier Football League Premier Division: 2010/11

 Fleetwood Town
- Conference Premier: 2011/12

 Leicester City
- Premier League: 2015/16
- Football League Championship: 2013/14, 2023/2024
- FA Cup: 2020/21
- FA Community Shield: 2021

Individueel
- Premier League Player of the Season: 2015/16
- FWA Footballer of the Year: 2015/16
- Premier League PFA Team of the Year: 2015/16
- Premier League Player of the Month: oktober 2015, november 2015
- Premier League Golden Boot: 2019/20
- Conference Premier Player of the Month: november 2011
- Conference Premier Top Goalscorer: 2011/12
- Leicester City Players' Player of the Season: 2013/14